# Apodryininae
Apodryininae es una subfamilia de insectos de la familia Dryinidae.

## Géneros
- Apodryinus Olmi, 1984
- Bocchopsis Olmi 1989